# Radulphius petropolis
Radulphius petropolis là một loài nhện trong họ Miturgidae.
Loài này thuộc chi Radulphius. Radulphius petropolis được miêu tả năm 1995 bởi Bonaldo & Buckup.